# Norm Wipf
 (avril 2020).
Si vous disposez d'ouvrages ou d'articles de référence ou si vous connaissez des sites web de qualité traitant du thème abordé ici, merci de compléter l'article en donnant les références utiles à sa vérifiabilité et en les liant à la section « Notes et références ».
Pour les articles homonymes, voir Wipf.
Garnet Norman "Norm" Wipf  (né le 12 avril 1939) est un vendeur d'assurances et un homme politique provincial canadien de la Saskatchewan.
Né à Prince Albert en Saskatchewan, il est député du Parti progressiste-conservateur de la Saskatchewan dans la circonscription de Prince Albert-Duck Lake à la faveur d'une élection partielle tenue le 2 mars 1977. Il est défait lors des élections générales de 1978